# Imbrasia crameri
Imbrasia crameri är en fjärilsart som beskrevs av Kirby 1892. Imbrasia crameri ingår i släktet Imbrasia och familjen påfågelsspinnare. Inga underarter finns listade i Catalogue of Life.